# Elysium (groupe)
Pour les articles homonymes, voir Elysium.
Elysium est un groupe de death metal mélodique polonais, originaire de Wrocław. Il est formé en 1996 par Maciej Miskiewicz, Michał Maryniak, Marcin Maryniak, Mariusz Bogacz et Tomasz Kochaniec, puis dissous en 2006.

## Biographie

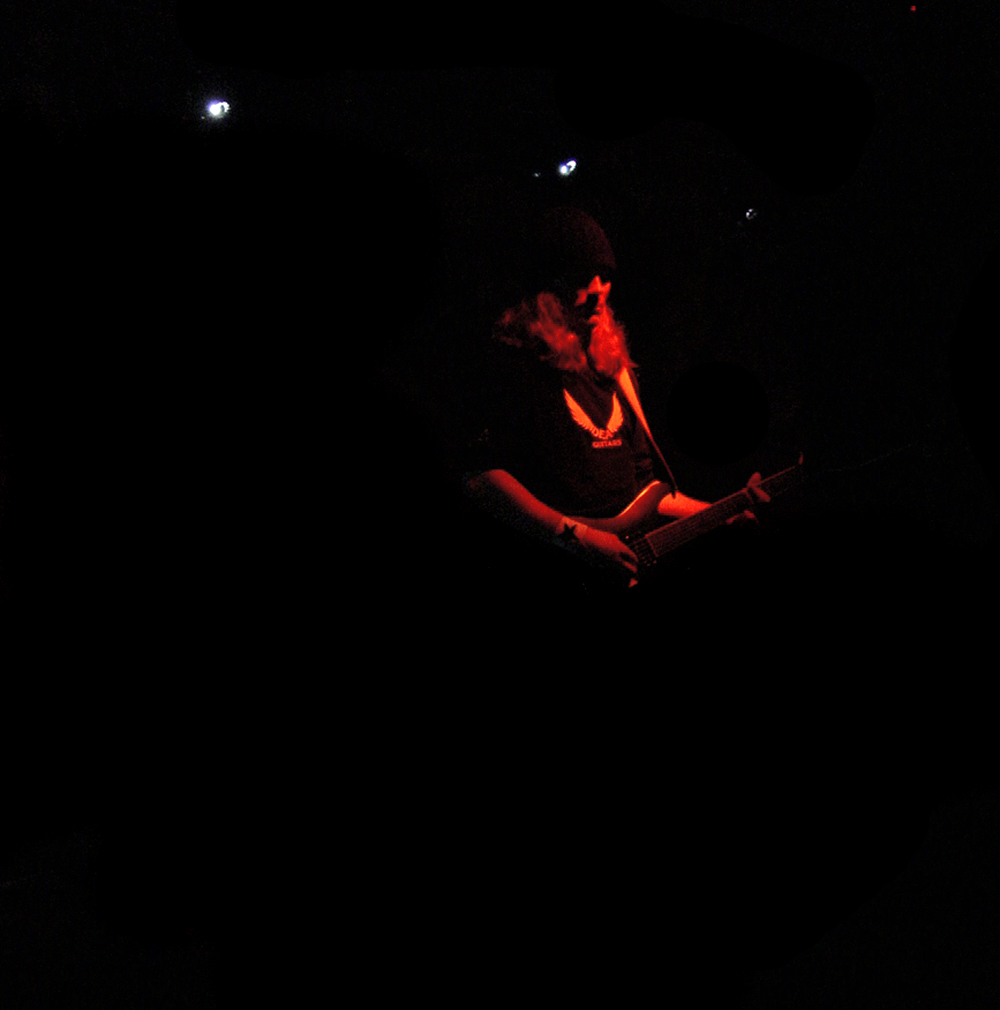
Michał Włosik en concert avec Elysium en 2006.

Après la formation de la première composition (Maciej Miskiewicz - chant, Michal Maryniak - guitare, Marcin Maryniak - guitare basse, Mariusz Bogacz - batterie, Thomas Kochaniec - claviers), le groupe enregistre sa première démo. En avril 1997, le groupe termine l'enregistrement de son premier album intitulé Sunset. En raison du manque d'intérêt de la part des labels, l'album est auto-produit et auto-publié. 750 exemplaires seront vendus dans dix pays européens, et le groupe se popularisera parmi les lecteurs de zines. En janvier 1998, le groupe se sépare de Marcin Maryniak. Après quelques mois, le groupe accueille son nouveau bassiste - Roman Feleczyński. À l'automne 1998, juste avant le début de la prochaine session d'enregistrements, Tomasz Kochaniec quitte le groupe. Les enregistrements de l'album Dreamlands durent trois semaines. Il fait participer Peter Dorotniak de Moonshadows (clavier), et l'album est enregistré au Manek Studio de Sanok aux côtés d'Arek « Malta » Malczewski. La formation du groupe en 1999 comprend Maciej Miskiewicz (voix), Michael Maryniak (guitare), James Jasiuc (guitare), Roman Felczyński (basse), et Mariusz Bogacz (batterie).
Après la sortie de leur deuxième album, au label Morbid Productions Noizz en février 2000, l'album reçoit des critiques positives dans les zines et la presse professionnelle de l'industrie musicale. Après la sortie de l'album, le groupe entame une tournée avec Christ Agony, Lux Occulta, Behemoth, Trauma et Neolith. Dreamlands est publié en Europe par le label Black Mark Productions. Après le succès de l'album, le groupe effectue à nouveau des changements de formation. Au printemps 2000, Mariusz Bogacz quitte le groupe, et est remplacé par Maciej Oryl. Kuba Jasic est remplacé par Bartek Nowak. En été 2000, Elysium donne des concerts aux côtés de Vader, Behemoth et Yattering. En août 2001, après l'échec des négociations avec Morbid Noizz sur le financement des sessions d'enregistrement pour leur troisième album à venir, le groupe signe un contrat avec Metal Mind Productions. Peu de temps avant le début des enregistrements, le groupe est rejoint par le nouveau claviériste Rafał Borowiec, qui quitte peu de temps après le groupe. Dans le même mois, le groupe commence l'enregistrement de l'album Eclypse. L'album est publié en décembre 2002.
En juin 2002, el groupe se déplace aux côtés de Vader, Hate et Azarath. Juste avant la tournée, Bartek Nowak quitte le groupe et est remplacé par Michael Włosik. En automne et hiver 2002, ils préparent l'enregistrement du troisième album. En février 2003 le groupe entre au studio Tower à Wrocław, où il enregistre l'album Feedback. Leur premier concert de l'année s'effectue au Metalmania de Katowice. L'automne 2003 assiste à un autre renouvellement de la formation. Après quelques semaines, le groupe recrute Pawel Ulatowski (batterie) et Paul Michalowski (basse), puis se lance dans de nouvelles chansons. Le groupe retourne en studio en avril 2004 après un autre contrat avec Metal Mind Productions. Ils enregistrent l'album Deadline au Hendrix Studio. Après un autre changement de label, cette fois pour Empire Records, en février 2005, ils travaillent sur un nouvel album, de nouveau enregistré au Hendrix Studio, en juillet 2005. L'album est publié en décembre 2005. Le groupe se sépare en 2006.

## Membres
- Maciej Miskiewicz
- Michał Włosik
- Paweł Ulatowski
- Michał Buczak

## Discographie
- 1997 : Sunset (démo)
- 2000 : Elysium[5]
- 2000 : Dreamlands (Morbid Noizz/Black Mark)[5]
- 2001 : Eclipse[5]
- 2003 : Feedback[5]
- 2004 : Deadline
- 2005 : Godfather[5]